# Чанки (игра)

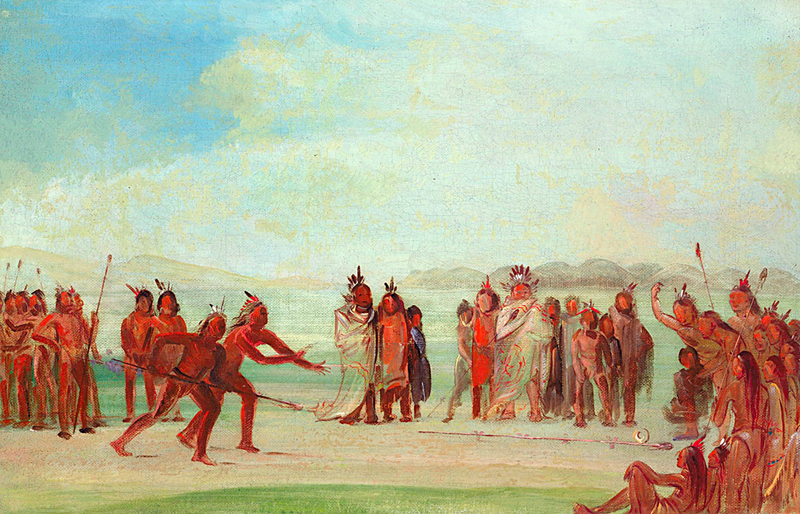
Джордж Кэтлин. Игра в чанки

Ча́нки (англ. Chunkey), известна также как «игра с обручем и шестом» — игра, распространённая среди индейцев США. Возникла в период, предшествовавший контакту с европейцами (культуры Форт-Эйншент, Миссисипская и ряд других). Состояла в том, что один из игроков толкал (нередко со склона) каменный диск, а другие игроки бросали свои копья с целью попасть как можно ближе к месту предполагаемой остановки диска. Игра возникла около 600 г. н. э. в регионе около древнего города Кахокия, ныне окрестности города Сент-Луис в штате Миссури. Игра в чанки происходила на крупных стадионах площадью до 19 гектаров, в присутствии многочисленных зрителей — жителей всего региона (то есть самой Кахокии, жителей окрестных посёлков и даже гостей из дальних земель). Сохраняла популярность и после упадка миссисипской культуры около 1500 г. Версии данной игры были распространены во многих местах Северной Америки. Этнограф раннего периода Джеймс Адэр (англ.) переводил её название как «выполнение тяжкого труда». Нередко игра была связана со ставками на её результат, причём игроки могли отдавать в заклад всё своё имущество в надежде на свой выигрыш. Проигравшие подчас были вынуждены совершать самоубийство.

## Мифология

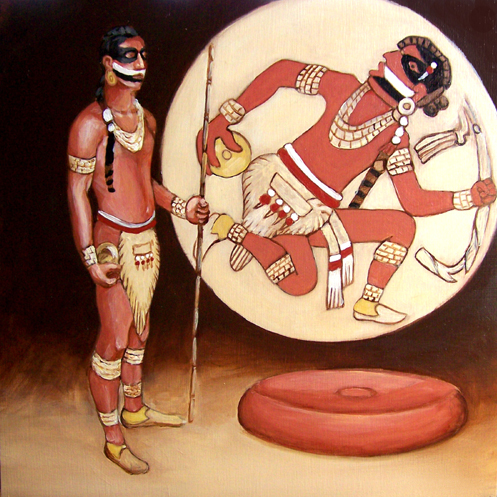
Игрок в чанки. Художник Херб Роу (Herb Roe). Рисунок основан на изображении на шейном украшении, Миссисипская культура

Игрок в чанки, изображаемый как Танцор-Сокол, был важной мифологической фигурой Юго-восточного церемониального комплекса. На юго-востоке и в центре США было найдено много изображений данного персонажа, в основном представлены следующие мотивы:
- «игровая поза» — многие графические изображения игрока в чанки представляют его в момент бросания каменного диска.[3]
- «сломанный шест» — шест для игры в чанки обычно изображался как ободранный и почти всегда сломанный. В мифологическом цикле это могло означать окончание игры или поражение. При археологических раскопках шесты для чанки обнаружить не удалось, хотя был найден медный футляр рядом с камнями для игры в чанки при раскопках кургана 72 в Кахокии.[3]
- «шляпа-цилиндр» — шляпа цилиндрической формы из неизвестного материала, используемая только игроками в чанки.
- «фартук в виде сердца или мешка» — археологи предполагают, что на поясе игрока мог находиться человеческий скальп.[3]
- «Mangum Flounce» — мотив необычной формы, состоящий из петлеобразных линий над и под поясом игрока в чанки.

Хотя фигура, обозначаемая как Танцор-Сокол, или Игрок в чанки, не всегда изображалась в процессе игры, многие сопровождающие атрибуты (скальп, отрубленные головы, сломанные шесты для игры в чанки и т. д.) позволяют идентифицировать этот персонаж даже тогда, когда он изображён не в обстановке игры. Некоторые из атрибутов подчёркивают серьёзность игры — по-видимому, платой за поражение могла быть казнь кого-либо из проигравших.

## После контакта с европейцами
Многие индейские народы продолжали играть в чанки и после контакта с европейцами вдоль всего юга современных США, в том числе такие народы, как маскоги, чикасо, чумаши, чокто и манданы, как свидетельствовал в 1832 г. художник Джордж Кэтлин:
Игра чанки — превосходное спортивное упражнение, которым манданы занимаются практически непрерывно, если позволяет погода, и ничто в этот момент больше не занимает их внимания. Определённо, эта игра — их любимое развлечение, в неё играют рядом с поселением на глиняной площадке, которая используется для этой цели до тех пор, пока не становится гладкой, как пол… Игра начинается с того, что два игрока, по одному от каждой стороны, начинают бежать бок о бок друг с другом, а один игрок катит перед ними по дороге маленькое кольцо диаметром от 5 до 8 см, вырезанное из камня; остальные бегут за ним со своими «чанки» (шестом длиной около 1 м 80 см, с небольшими кусками кожи на каждом конце длиной в 2,5 см или чуть более), которые они бросают во время бега … чтобы оно упало так, чтобы кольцо могло упасть на него, и один из кусков кожи прошёл сквозь него.
В начале колониального периода игра пользовалась популярностью среди индейцев на юго-востоке будущих США. Поля для игры в чанки у народа маскоги представляли собой хорошо выровненные и вычищенные площадки, окружённые насыпью со всех сторон, с шестом в центре, и ещё два шеста находились с противоположных сторон. Шесты использовались для другой игры — в мяч. Камни, которые сами по себе были ценными предметами, принадлежали поселению (городу) или клану, а не отдельным лицам, и тщательно хранились.
Правила подсчёта очков различались у разных народов:
- Чероки подсчитывали итог игры, исходя из того, насколько близко камень оказывался к определённым отметкам на шесте-«чанки».
- Чикасо подсчитывали итог игры, засчитывая одно очко игроку, попавшему ближе всего к диску, или два очка — если копьё касалось диска.
- Чокто играли в эту игру на поле шириной 3,7 метра и длиной 30,5 метра. Шесты изготавливались из пеканового дерева (разновидность гикори) с четырьмя надрезами на переднем конце, одним в середине и двумя на другом конце. Счёт зависел от того, какой из наборов надрезов оказывался ближе к диску. Игра заканчивалась, когда кто-либо из игроков набирал 12 очков.